# Tyreke Evans
Tyreke Jamir Evans (Chester, Pensilvania, 19 de septiembre de 1989) es un jugador de baloncesto estadounidense que es agente libre. Con 1,98 metros de altura, juega en las posiciones de base o escolta. 
Estuvo suspendido por la NBA por el lapso de dos años (2019-2021), por violar la política antidrogas de la liga.

## Trayectoria deportiva

### Universidad
Tras haber participado en 2008 en el prestigioso McDonald's All American Team en su etapa de high school, donde además fue elegido como mejor jugador del partido, jugó una temporada con los Tigers de la Universidad de Memphis, habiendo rechazado ofertas de Villanova y Texas. Tras 11 partidos de competición, su entrenador decidió ponerlo en el quinteto inicial ante Cincinnati, consiguiendo rozar el triple-doble al alcanzar 14 puntos, 10 rebotes y 8 asistencias.
En el total de la temporada promedió 17,1 puntos, 5,4 rebotes y 3,9 asistencias por partido, siendo elegido como mejor novato e incluido en el mejor quinteto de la Conference USA. Nada más terminar la temporada, se declaró elegible para el draft de la NBA, descartando realizar los tres años que le quedaban de universidad.

#### Estadísticas
| Año     | Equipo  | PJ | PT | MPP  | %TC  | %3P  | %TL  | RPP | APP | ROB | TPP | PPP  | PER |
| ------- | ------- | -- | -- | ---- | ---- | ---- | ---- | --- | --- | --- | --- | ---- | --- |
| 2008–09 | Memphis | 37 | 35 | 29.0 | .455 | .274 | .711 | 5.4 | 3.9 | 2.1 | .8  | 17.1 | 3.6 |

### Profesional

#### Sacramento Kings (2009-2013)

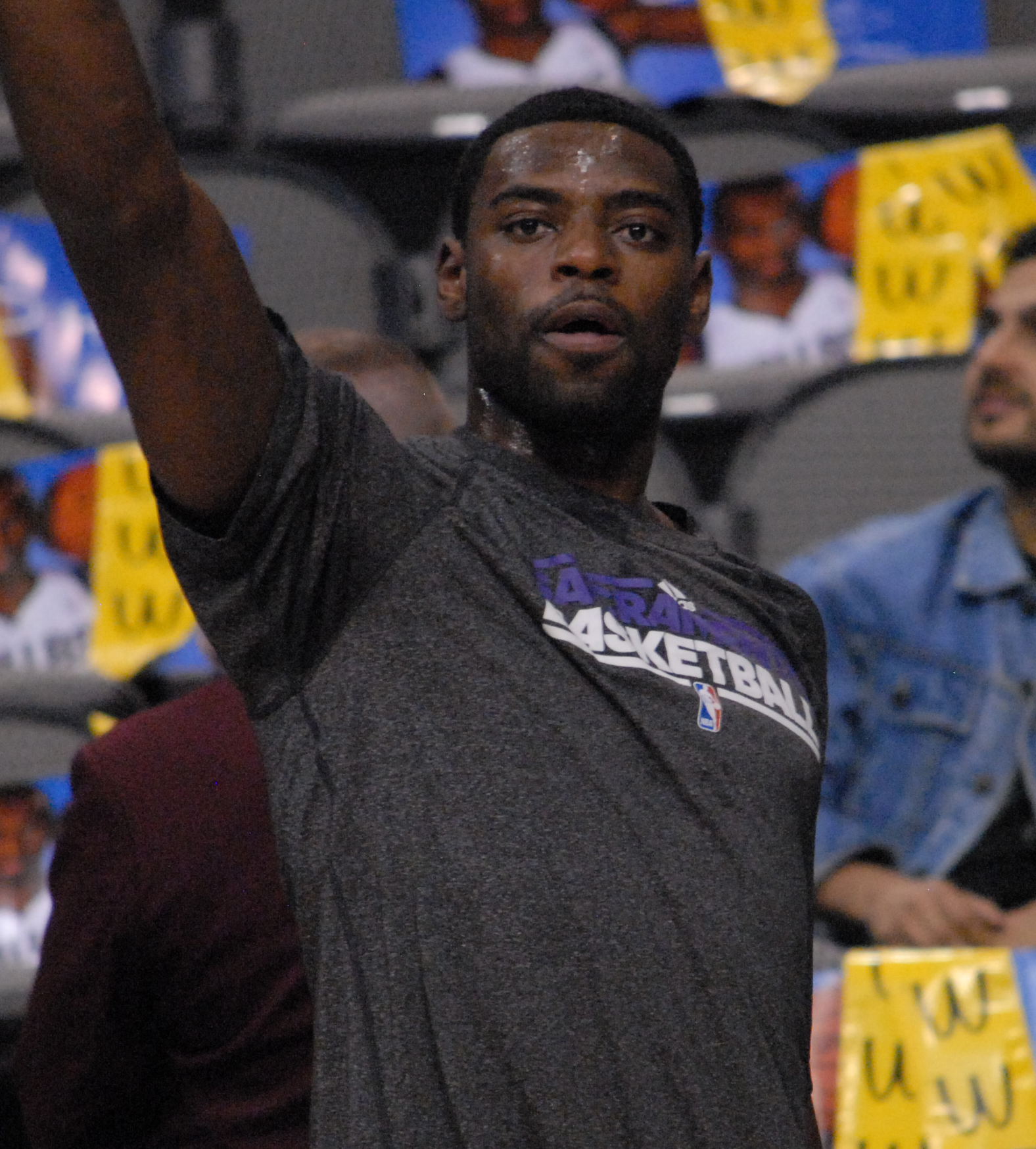
Evans con los Kings en 2012.

Fue elegido en la cuarta posición del Draft de la NBA de 2009 por Sacramento Kings. En su primera temporada como profesional tuvo un magnífico promedio con 20,1 puntos por partido, que finalmente le valió para conseguir ser elegido Rookie del Año de la NBA. Se convirtió en uno de los pocos rookies en la historia de la NBA en promediar 20 puntos, 5 rebotes y 5 asistencias, junto a Oscar Robertson (1960), Michael Jordan (1984) y LeBron James (2003).
En las temporadas 2010-11 y 2011-12, el rendimiento de Evans empeoró, aunque siguió siendo el jugador franquicia de los Kings. En enero de 2011 sufrió una fascitis plantar que le mantuvo 19 partidos fuera de las canchas.

#### New Orleans Pelicans (2013-2017)
Tras cuatro años en Sacramento, el 10 de julio de 2013, Evans fue enviado a los New Orleans Pelicans en un traspaso a tres bandas que involucró a un total de seis jugadores.
El 14 de abril de 2014 consiguió su récord personal de anotación con 41 puntos ante Oklahoma City Thunder.

#### Vuelta a Sacramento (2017)
En febrero de 2017, Tyreke Evans es enviado a Sacramento Kings junto a Buddy Hield, Langston Galloway y las elecciones de New Orleans en primera ronda del Draft de 2017 y en segunda ronda en 2019 a cambio de DeMarcus Cousins y Omri Casspi.

#### Memphis Grizzlies (2017–2018)
El 10 de julio de 2017 firma un contrato de un año con Memphis Grizzlies.

#### Indiana Pacers (2018–2019)
El 6 de julio de 2018 firmó con Indiana Pacers.

#### Suspensión (2019-2022)
El 17 de mayo de 2019 fue expulsado de la NBA por violar los términos de su 'Programa Antidrogas' que prohíbe el uso de drogas y otras sustancias. Pudo solicitar la reincorporación en 2021, pero fue oficialmente reintegrado el 14 de febrero de 2022.

#### Wisconsin Herd (2022)
El 16 de marzo de 2022 firma con los Wisconsin Herd of the NBA G League, pero es despedido el 23 marzo.

#### Puerto Rico (2023)
Tras no recibir ninguna oferta de un equipo NBA, en febrero de 2023, decide marcharse a Puerto Rico a firmar por los Indios de Mayagüez de la BSN.

## Estadísticas de su carrera en la NBA

### Temporada regular
| Año     | Equipo      | PJ  | PT  | MPP  | %TC  | %3P  | %TL  | RPP | APP | ROB | TPP | PPP  |
| ------- | ----------- | --- | --- | ---- | ---- | ---- | ---- | --- | --- | --- | --- | ---- |
| 2009-10 | Sacramento  | 72  | 72  | 37.2 | .458 | .255 | .748 | 5.3 | 5.8 | 1.5 | .4  | 20.1 |
| 2010-11 | Sacramento  | 57  | 53  | 37.0 | .409 | .291 | .771 | 4.8 | 5.6 | 1.5 | .5  | 17.8 |
| 2011-12 | Sacramento  | 63  | 61  | 34.3 | .453 | .202 | .779 | 4.6 | 4.5 | 1.3 | .5  | 16.5 |
| 2012-13 | Sacramento  | 65  | 61  | 31.0 | .478 | .338 | .775 | 4.4 | 3.5 | 1.4 | .4  | 15.2 |
| 2013-14 | New Orleans | 72  | 22  | 28.2 | .436 | .221 | .771 | 4.7 | 5.0 | 1.2 | .3  | 14.5 |
| 2014-15 | New Orleans | 79  | 76  | 34.1 | .447 | .304 | .694 | 5.3 | 6.6 | 1.3 | .5  | 16.6 |
| 2015-16 | New Orleans | 25  | 25  | 30.6 | .433 | .388 | .796 | 5.2 | 6.6 | 1.3 | .3  | 15.2 |
| 2016-17 | New Orleans | 26  | 0   | 18.2 | .401 | .300 | .776 | 3.3 | 3.5 | .9  | .2  | 9.5  |
| 2016-17 | Sacramento  | 14  | 6   | 22.4 | .413 | .438 | .706 | 3.6 | 2.4 | .9  | .4  | 11.6 |
| 2017-18 | Memphis     | 52  | 32  | 30.9 | .452 | .399 | .785 | 5.1 | 5.2 | 1.1 | .3  | 19.4 |
| 2018-19 | Indiana     | 69  | 18  | 20.3 | .389 | .356 | .719 | 2.9 | 2.4 | .8  | .3  | 10.2 |
| Total   | Total       | 594 | 426 | 30.7 | .440 | .323 | .757 | 4.6 | 4.8 | 1.2 | .4  | 15.7 |

### Playoffs
| Año   | Equipo      | PJ | PT | MPP  | %TC  | %3P  | %TL  | RPP | APP | ROB | TPP | PPP  |
| ----- | ----------- | -- | -- | ---- | ---- | ---- | ---- | --- | --- | --- | --- | ---- |
| 2015  | New Orleans | 4  | 4  | 31.3 | .326 | .182 | .588 | 5.0 | 5.0 | 1.3 | .3  | 10.0 |
| 2019  | Indiana     | 4  | 0  | 21.0 | .438 | .550 | .571 | 4.3 | .8  | .5  | .3  | 15.3 |
| Total | Total       | 8  | 4  | 26.1 | .385 | .419 | .581 | 4.6 | 2.9 | .9  | .3  | 12.6 |

## Vida personal
En agosto de 2010 la policía de California le detiene cuando conducía por la Interestatal 80 a 210 km/h con su Mercedes junto a otro vehículo, aparentemente era una carrera ilegal pero tan solo se le pudo acusar de exceso de velocidad. Por este incidente fue sentenciado a 80 horas de trabajo comunitario, además de tener que realizar dos programas educacionales de conducción prudente con adolescentes y le fue retirado el carnet durante 30 días. Además, la NBA le castigó con un partido de suspensión por dicho incidente.